# Yonehara Unkai
Yonehara Unkai (japanisch 米原 雲海; geb. 27. September 1869 in Yasugi in der Präfektur Shimane; gest. 25. März 1925 in Tokyo) war ein japanischer Bildhauer. Sein ursprünglicher Name lautet Kōtarō Kiyama (japanisch 木山 幸太郎). Er erlernte die Kunst des Holzschnitzens von Takamura Kōun. Er gründete im Jahr 1907 mit Hirakushi Denchū, Yamazaki Chōun und weiteren Künstlern die Japanese Sculpture Society (日本彫刻会, Nihon Chōkoku-kai).

## Leben
Er wurde 1869 in Yasugi, Provinz Izumo (heute Yasugi City, Präfektur Shimane), geboren. Unkai arbeitete nach einem Architekturstudium zunächst als Schreiner. Inspiriert durch Skulpturen in Kyoto und Nara, strebte er eine Karriere als Bildhauer an. Im Jahr 1890 zog er nach Tokio, um ein Studium der Holzschnitzerei bei Takamura Kōun aufzunehmen. Unkai gewann zahlreiche Auszeichnungen auf der Japan Art Association Exhibition und der National Industrial Exhibition. Im Jahr 1894 änderte er seinen Namen – zu Ehren seines Meisters Kōun – in „Unkai“, was in der japanischen Sprache so viel wie Wolkenmeer bedeutet. Ein Jahr später wurde er von der Tokyo School of Fine Arts, eine der renommiertesten Kunsthochschulen Tokios, angestellt, wo er bis 1896 arbeitete. Die von Unkai geschaffene „Jenner-Statue“, die sich heute im Besitz des Tokioter Nationalmuseums befindet, revolutionierte im Jahr 1897 die Bildhauerkunst, da sie mittels eines Proportionalzirkels auf der Grundlage eines Gips-Prototyps hergestellt wurde. Im Jahr 1907 beteiligte er sich zusammen mit Yamazaki Chōun, Hirakushi Denchū und weiteren Künstlern an der Gründung der Japanese Sculpture Society (日本彫刻会) unter Okakura Tenshin. Während er zahlreiche Werke mit orientalischen Themen schuf, betätigte er sich als Juror für die Bunten- und Teiten-Ausstellungen der Nihon Bijutsu Tenrankai. Im Jahr 1919 vollendete er eine gemeinsame Arbeit mit Takamura Kōun an der Niou-Statue im Zenkoi-Tempel in Nagano. Er verstarb im Jahr 1925.

## Hauptwerke
| Titel der Arbeit                                  | Jahr      | Sammlung                                              | Bild | Bemerkungen |
| ------------------------------------------------- | --------- | ----------------------------------------------------- | ---- | --- |
| Edward Jenner (ジェンナー像)                      | 1897      | Nationalmuseum Tokio                                  |      | Bronze-Statue, |
| 善那木型                                          | 1897      | Tōkyō Geijutsu Daigaku Museum (University Art Museum) |      | Bronze-Statue, Höhe 183,2 cm |
| 鍾馗 Shōki                                        | 1905      | Tōkyō Geijutsu Daigaku Museum                         |      | Fahne, 508 × 68 cm |
| 清宵 Seishō                                       | 1907      | Nationalmuseum für moderne Kunst Tokio                |      | Holz, Kirschbaum, Höhe 65,3 . Diese Arbeit gewann 1890 den ersten Preis auf der Tokyo Business Expo und 1897 die Goldmedaille auf der japanisch-britischen Ausstellung in London. |
| 橋本雅邦像 Hashimoto Gahō                         | 1908      | Tōkyō Geijutsu Daigaku Museum                         |      | |
| Der alte Bambusfäller (竹取翁, Taketori no okina) | 1910      | Nationalmuseum Tokio                                  |      | Holz |
| Elixier der Unsterblichkeit (仙丹, Sentan)        | 1910      | Nationalmuseum für moderne Kunst Tokio                |      | |
| Reisender (旅人, Tabibito)                        | 1914      | Nationalmuseum Tokio                                  |      | Holz mit Inschrift: Unkai-saku |
| Person (人物 jinbutsu)                            | unbekannt | Tōkyō Geijutsu Daigaku Museum                         |      | Relief auf Holztafel, 24,3 × 31,4 cm |
| 三猿 (San’en, das sind die „Drei weisen Affen“)   | unbekannt | Tōkyō Geijutsu Daigaku Museum                         |      | Relief auf Holztafel, 30,3 × 10,6 , zum Teil koloriert |
| 鶴の子 (Tsuru no ko, etwa: „Kinder des Kranichs“) | unbekannt | Tōkyō Geijutsu Daigaku Museum                         |      | Holz, Höhe 5,4 cm |